# 金玉和歌集
『金玉和歌集』（きんぎょくわかしゅう）は、平安時代中期に書かれた私撰の和歌集。著者は「倭歌得業生・柿本末成」とされているが、大学寮には「倭歌得業生」なる称号は存在せず、実際には藤原公任が変名を用いたものである。寛弘4年（1007年）から同8年（1011年）に編纂されたと推定されている。
『後拾遺和歌集』序によれば、公任が「今も古も優れたる中にすぐれたる歌を書き出して黄金（こがね）の玉の集となる名づけたる」と題名の由来を解説している。『万葉集』から現在（寛弘期）までの和歌のうち、四季39首（うち、春22・夏2・秋7・冬8）・恋7首・雑32首の3部構成で計78首が採録されている（ただし、69首本・76首本もある）。歌人別では紀貫之の8首が最多で、以後凡河内躬恒、伊勢が後に続いている。